# جاكسون (جورجيا)
جاكسون (بالإنجليزية: Jackson, Georgia)‏ هي مدينة تقع في مقاطعة بوتس، جورجيا بولاية جورجيا في الولايات المتحدة. تبلغ مساحة هذه المدينة 16.2 (كم²)، وترتفع عن سطح البحر 215 م، بلغ عدد سكانها 5045 نسمة في عام 2010 حسب إحصاء مكتب تعداد الولايات المتحدة.

## أعلام
- ماك كولينز
- تشارلز ويليام وودورد
- ماريون ويلسون
- مارلين ديوك
- تروي ديفيس

## وصلات خارجية
- www.cityofjacksonga.com
- Cities & Counties - Georgia.gov